# أوكسيكودون
أوكسيكودون (بالإنجليزية: Oxycodone)‏ والذي يُباع تحت أسماء تجارية مختلفة مثل روكسيكودون (Roxicodone) وأوكسيكونتين (OxyContin) (وهو نموذج ممتد المفعول)، الأوكسيكودون مادة أفيونية شبه اصطناعية تستخدم طبيًا لعلاج الألم المتوسط إلى الشديد. وهو يسبب الإدمان بشكل كبير يستعمل لتسكين الالم مثل الآلام الناجمة عن الجراحة، أو الجروح، أو الم الأمراض المزمنة كالسرطان. وكغيره من مسكنات الألم من هذه العائلة فإن تناول هذا الدواء محدود جدًا، لأنه يمكن أن يسبب شعورًا بالمتعة والنشوة التي قد تؤدي إلى سوء استخدامه والإدمان عليه. ولكن عندما يتم تناول الأوكسيكودون تحت المراقبة الطبية لمعالجة الآلام الشديدة لفترة زمنية قصيرة يكون احتمال الإدمان معدومًا تقريبًا.

## آلية عمل الدواء
الأُوكسيكودون هو مادَّة شبه صناعيَّة للمنبِّهات الأفيونيَّة، يَعمَل على إزالة القلق وإثارة النَّشوة والشُّعور بالاسترخاء. وهو يؤثِّر في مستقبلات خاصَّة في الجهاز العصبِي المركزي للمركَّبات الأفيونية، مثل الإندورفين والإِنكيفالين enkephalin. كما يعمل على تثبيط الجهاز التنفُّسي من خِلال تثبيط النَّشاط المباشر لمراكز التنفُّس في جذع الدِّماغ، ويقلِّل من السُّعال بالتأثير في مركزه العصبِي. لا يُلغي الأُوكسيكودون الإحساسَ بالألم، ولكنَّه يقلِّل الانزعاجَ من خلال زيادة تقبُّل الألم.

## الجرعة
يُعطى الدَّواءُ للبالغين بمقدار 5-15 ملغ عن طَريق الفَم كلَّ 4-6 ساعات في البداية، ويمكن إعطاؤه بمقدار 10 ملغ عن طَريق الفَم كلَّ 12 ساعة في الأشكال المَديدة. وتكون الجرعةُ عندَ الكهول 2.5 ملغ في البداية. أمَّا جرعةُ الصِّيانة فقد تصل إلى 20-640 ملغ في حالاتِ الألم السَّرطانِي،

## الاستخدام
تخفيف الألم المتوسط إلى الشديد.

## الآثار الجانبية
- غثيان، قياء، إمساك، نعاس، صعوبة في التبول.
- تشبج مراري أو حالبي، جفاف الفم، تعرق، صداع.
- احمرار وجهي، دوار، بطء قلب، تسرع قلب، خفقان.
- هبوط ضغط وضعي، هبوط حرارة، هلوسة، انزعاج، تغيرات في المزاج.
- اعتماد، تقبض حدقة، نقص في الشبق، طفح، شرى، حكة.
- بالجرعات العالية تثبيط تنفسي، هبوط ضغط، صلابة بالعضلات.

## تحذيرات
- القصور الكبدي.
- القصور الكلوي.
- قصور الدرقية.
- قصور قشر الكظر.
- هبوط الضغط.
- الصدمة، ربو.
- نقص المدخر التنفسي.
- ضخامة الموثة.
- الوهن العضلي الوخيم.
- اضطرابات الأمعاء الالتهابية أو الانسدادية.
- اعتماد (أعراض انسحابية شديدة عند الانقطاع المفاجئ).
- الأطفال خاصة بعمر أقل من سنة، المسنون، الموهنون.
- الحمل والإرضاع.
- توخي لحذر لدى قيادة السيارات أو تشغيل الآليات.

## تداخل الدواء مع أدوية أخرى
• لا ينبغي أن يُؤخَذَ هذا الدَّواءُ من قِبَل الأشخاص الذين يتناولون أدوية مثبطات أُكسيداز أُحادِيِ الأَمين MAOI (وهي من مُضادَّات الاكتئاب)، مثل الفينيلزين.
• يُعارِض الأوكسيكودون آثارَ الأَدوية التي تعمل على القناة الهضميَّة مثل:الدُّومبِيرِيدُون (مُضادٌّ للقَيء).

## وصلات خارجية
- موسوعة العلوم العربية